# Euphyia leucoptera
Euphyia leucoptera là một loài bướm đêm trong họ Geometridae.